# نادي شباب نزال
نادي شباب نزال الرياضي هو نادي كرة قدم أردني مقره في حي نزال في محافظة عمان، ضمن . يتنافس حاليًا في دوري الدرجة الأولى الأردني،  والدرجة الرابعة لكرة القدم الأردنية .

## تاريخه
تأسس نادي شباب نزال الرياضي عام 2008، وكان نزال أحمد العرموطي أول رئيس للنادي. وكان من المقرر إطلاق فرق كرة القدم وكرة السلة والكرة الطائرة وكرة اليد عند الإطلاق.  تم تعيين العرموطي كرئيس للنادي من مايو 2016. 

## المشاركات الرياضية
صعد نادي شباب النزال إلى دوري الدرجة الثانية الأردني عام 2022 ‏، وهبط في نفس الموسم.
خلال ذلك الموسم، شارك شباب نزال في كأس الاتحاد الأردني 2022 لأول مرة. وتأهل الفريق إلى الدور التمهيدي إلى جانب أندية الدرجة الثانية الأردنية الأخرى، حيث واجه نادي الطيبة . فاز على النادي 5-3 بركلات الترجيح، بعد التعادل 0-0 في الوقت الأصلي. ثم واجه فريق شباب الأردن من الدوري الأردني للمحترفين، حيث خسر شباب النزال بعد ذلك بنتيجة 3-0.

## روابط خارجية
- نادي شباب نزال الرياضي - Soccerway
- نادي شباب نزال الرياضي - أرشيف الرياضة العالمية
- نادي شباب نزال